# Belleair
Belleair é uma vila localizada no estado americano da Flórida, no condado de Pinellas. Foi incorporada em 1925.

## Geografia
De acordo com o United States Census Bureau, a vila tem uma área de 7,4 km², onde 4,5 km² estão cobertos por terra e 2,9 km² por água.

### Localidades na vizinhança
O diagrama seguinte representa as localidades num raio de 8 km ao redor de Belleair. 

## Demografia
Segundo o censo nacional de 2010, a sua população é de 3 869 habitantes e sua densidade populacional é de 863,49 hab/km². Possui 2 232 residências, que resulta em uma densidade de 498,14 residências/km².